# 극락사 (광주시)
극락사(極樂寺)는 경기도 광주시 양벌동에 있는 사찰이다. 
백마산 중턱에 위치하고 있으며, 창건 시기는 정확히 알 수 없으나 1624년(인조 2년) 남한산성 축조에 동원된 의승들이 거주하던 사찰이라고 한다.
범종각, 삼성각, 극락보전, 요사채로 구성되어 있고, 경기도 유형문화재 제201호로 지정된 광주 극락사 석조지장보살좌상이 있다.

## 소장 문화재
- 광주 극락사 석조지장보살좌상 - 경기도 유형문화재 제201호